# Сьогодні (фільм)
Сьогодні (англ. To-Day) — американська драма режисера Ральфа Інса 1917 року.

## У ролях
- Флоренс Рід — Лілі Мортон
- Френк Міллс — Фред Мортон
- Гас Вейнберг — Генрі Мортон
- Еліс Гейл — Емма Мортон
- Леонора Гарріс — Меріон Гарленд
- Гаррі Ламбарт — Річард Гевлетт
- Кейт Лестер — місіс Фарінгтон